# Matad al buitre
Matad al buitre es una película española de 1981 dirigida y coescrita por José Truchado. Fue protagonizada por Cihangir Gaffari, Pepa Ferrer, David Kang, Damián Velasco, Mariano Vidal Molina y Alexia Loreto.

## Sinopsis
El detective John Martinelly acepta una nueva misión. En esta oportunidad deberá cuidar a Bob, un joven cuyo padre ha desaparecido en extrañas circunstancias. Malcolm Vincetti, un peligroso gánster, es el hombre clave para John, pues se sospecha que tiene la intención de secuestrar al joven Bob para que Jack Leroy, su apoderado y jefe de una organización de distribución de drogas, se vea forazado a bajar el precio de los estupefacientes.

## Reparto
- Cihangir Gaffari
- Pepa Ferrer
- David Kang
- Jose Truchado Jr.
- Damián Velasco
- Mariano Vidal Molina
- Alexia Loreto